# Vasas Sport Club (sociedad deportiva)
El Vasas Sport Club es un club polideportivo de Budapest, Hungría. El club fue fundado en 1911 por los trabajadores del hierro y el acero de Budapest como fomento del deporte en el tiempo libre. Todas las instalaciones del club se encuentran en el barrio de Angyalföld, situado en el XIII distrito de Budapest.
El club cuenta con secciones de fútbol, atletismo, lucha, balonmano, waterpolo, boxeo, voleibol, esgrima, ajedrez y tenis, entre otras disciplinas, que han conseguido medio millar de títulos nacionales, 45 medallas de oro en los Juegos Olímpicos, 46 campeonatos del mundo y 43 títulos de campeones de Europa para el club.

## Secciones

### Historia
En 2009 participa en la Copa Tom Hoad acabando en tercera posición.

### Palmarés waterpolo
- 15 veces campeón de la liga de Hungría de waterpolo masculino (1947, 1949, 1953, 1975, 1976, 1977, 1979, 1980, 1981, 1982, 1983, 1984, 1989, 2007 y 2008)
- 14 veces campeón de la copa de Hungría de waterpolo masculino (1947, 1961, 1971, 1981, 1983, 1984, 1992, 1994, 1996, 1998, 2001, 2002, 2004 y 2005)
- 2 veces campeón de la supercopa de Hungría de waterpolo masculino (2001 y 2006)
- 2 veces campeón de la copa de Europa de waterpolo masculino (1980 y 1985)[2]
- 3 veces campeón de la recopa de Europa de waterpolo masculino (1986, 1995 y 2001)